# Zayandeh Roud
Le Zayandeh Roud (en persan : زاینده‌رود / Zâyande-Rud, « le fleuve fertile ») est (ou était) une des seules grandes rivières permanentes en Iran. Le bassin versant Zayandeh Roud-Gavkhouni fait partie du Bassin du plateau central iranien.

## Présentation

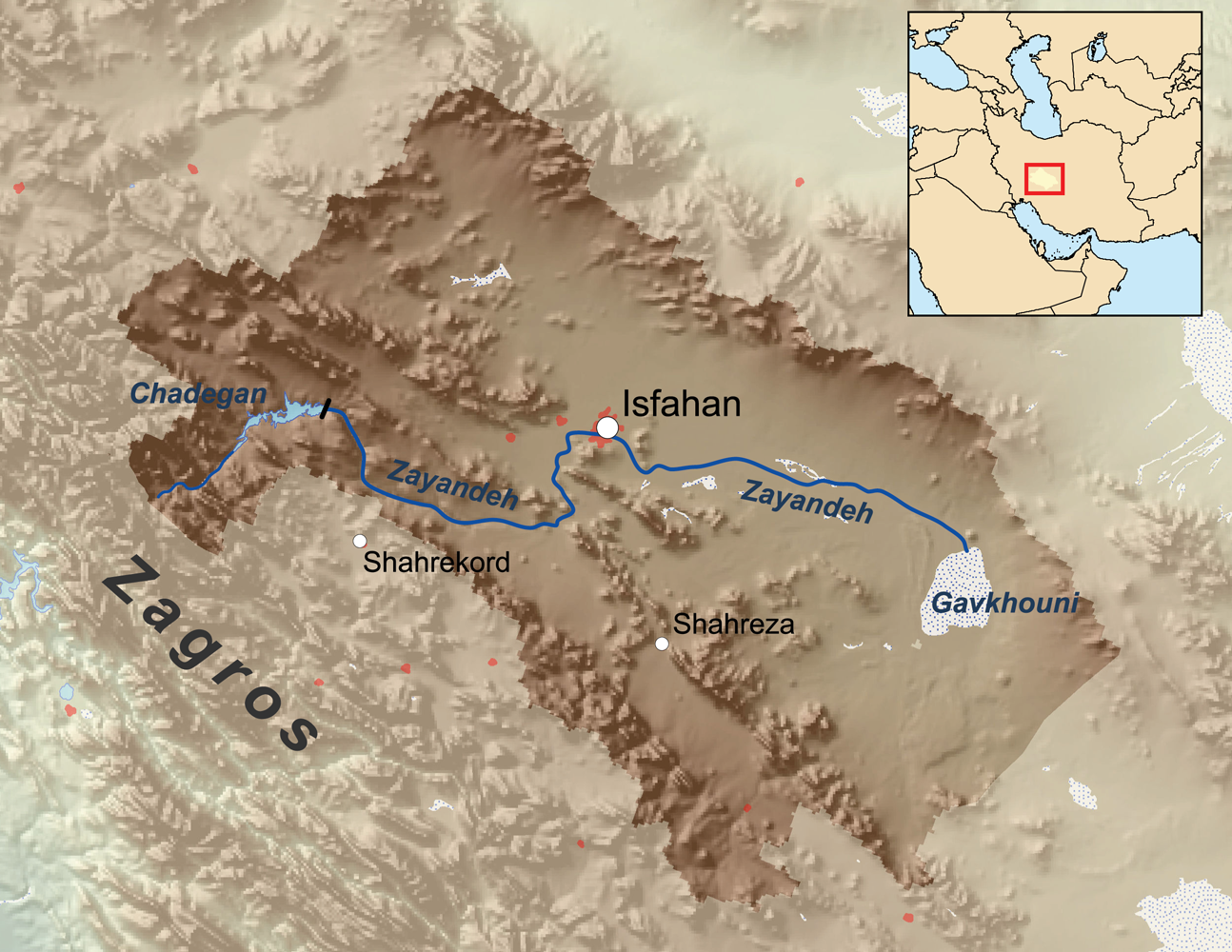
Bassin versant Zayandeh Roud-lac Gavkhouni

Cette rivière prend sa source dans les monts Zagros dans la province du Lorestan et se jette après un cours de 400 km dans le lac Gavkhouni, un lac salé saisonnier au sud-est d'Ispahan, aujourd'hui disparu.
Le Zayandeh Roud passe par la ville d'Ispahan, mais il ne coule plus qu'un mois par an. L'eau est captée en amont pour irriguer les cultures, et pour approvisionner par un canal les villes de Kerman avec ses pistachiers, et de Yazd. A l'est d'Ispahan, dans la région de Varzaneh, les paysans manquent d'eau.
Zayandeh Roud est l'un des symboles les plus importants de la ville d'Ispahan. Sous le règne des Safavides, de nombreux ponts sont construits sur la rivière dont 33 pol, symbole de la gloire de l'empire.
La rivière est à sec depuis 2000, sauf pour quelques brèves périodes, principalement en raison de la sécheresse. Les paysans de la région ont organisé des manifestations pour inciter les autorités à trouver des solutions pour faire revenir l'eau dans la rivière.

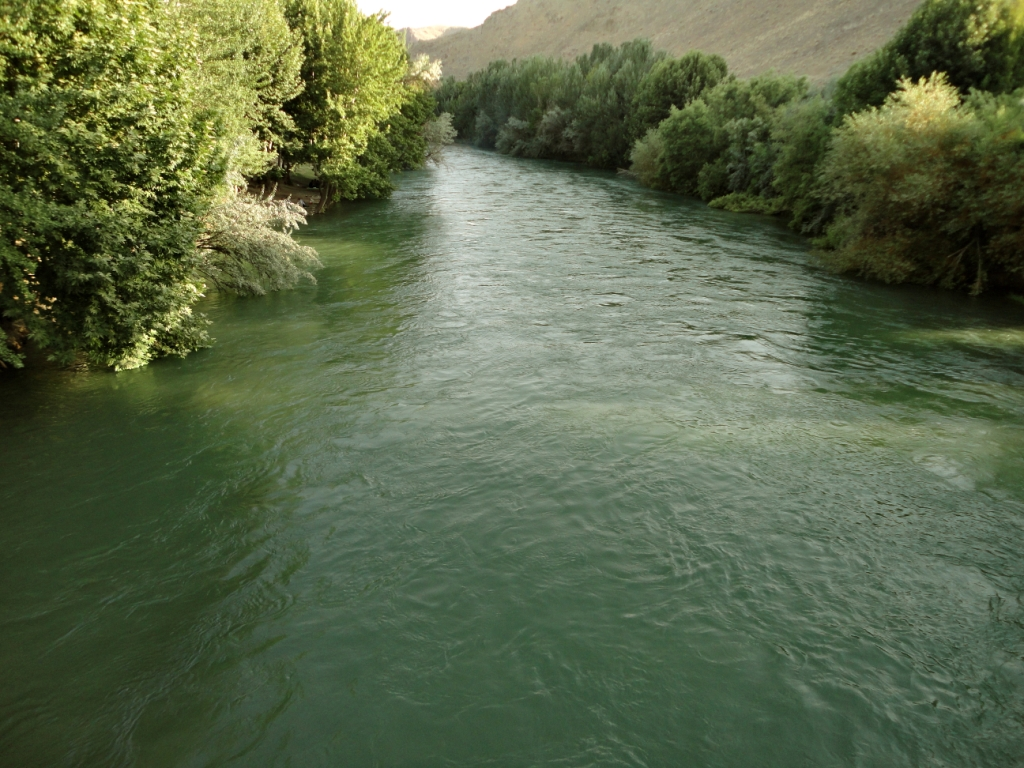
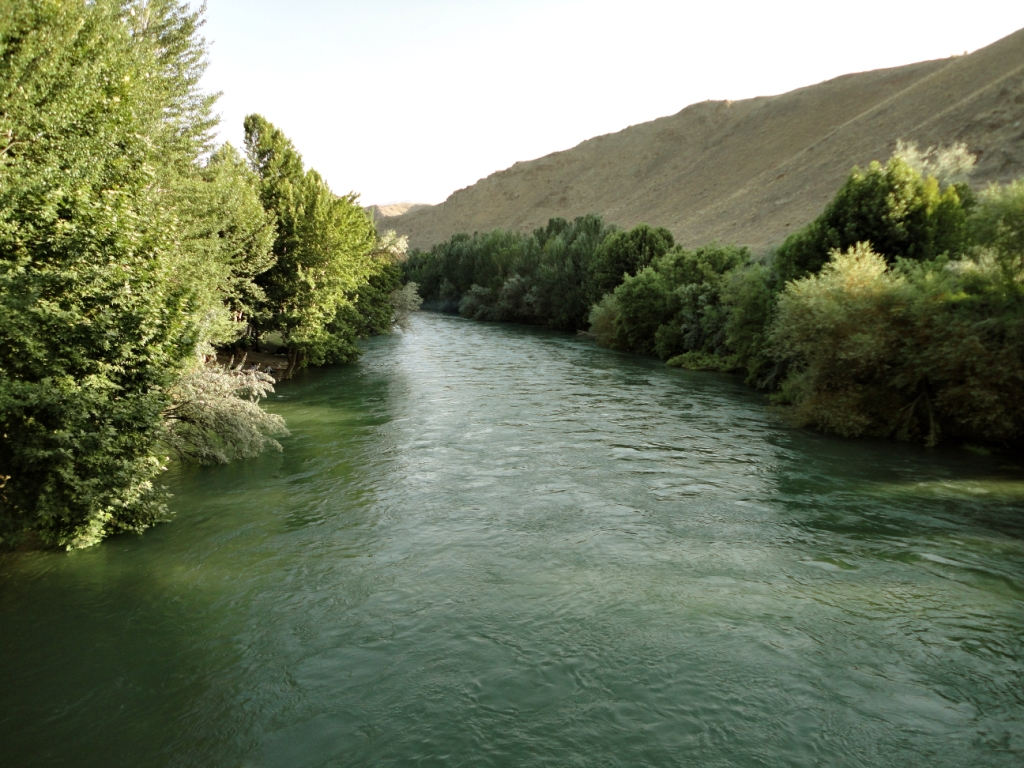
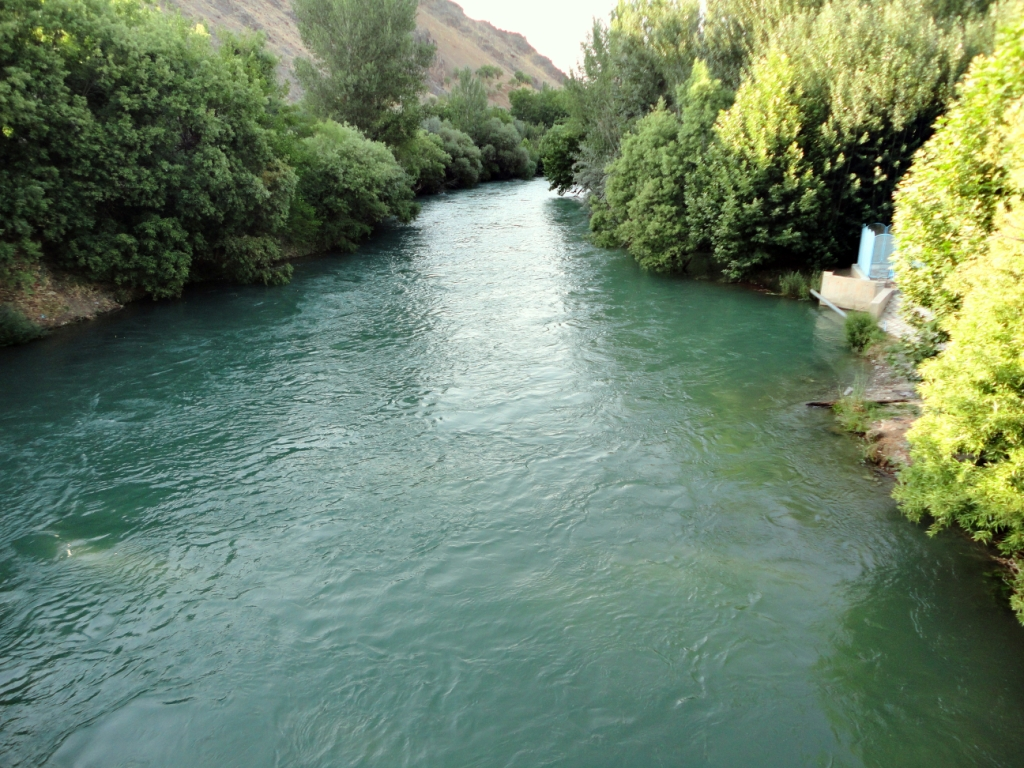